# Áreas protegidas da Polônia

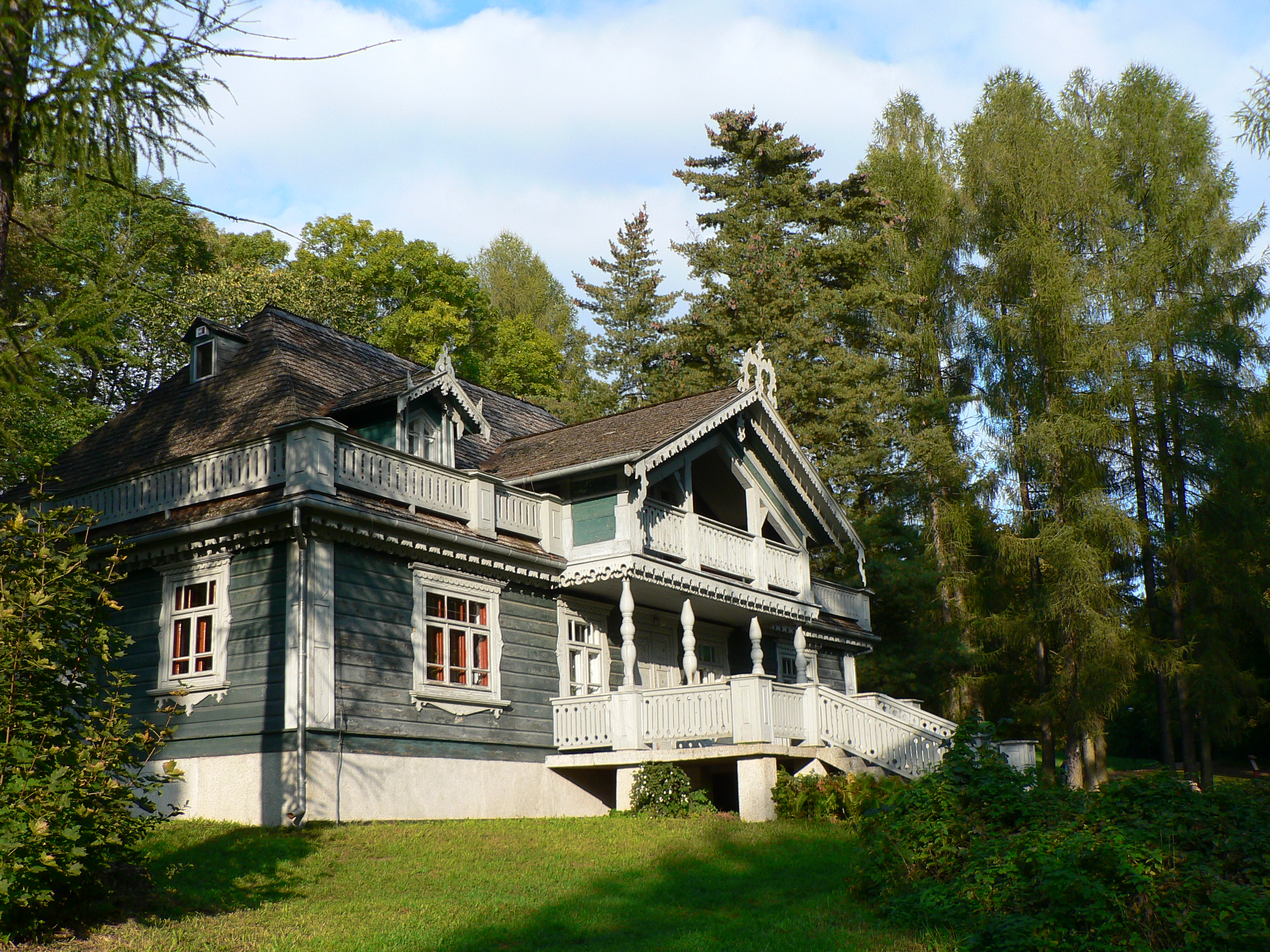
Centro de Educação Ambiental no Parque Nacional Białowieża

As áreas protegidas da Polônia são áreas protegidas criadas no território da Polónia, via de regra por uma das esferas de governo. Assim como as áreas protegidas de outros países, seu objetivo principal é a conservação da natureza, e cada categoria de área protegida prevista na legislação do país possui objetivos específicos distintos, que vão desde a proteção estrita da natureza até a utilização sustentada de determinados recursos naturais. De acordo com a Lei de Proteção da Natureza de 16 de abril de 2004 (Ustawa o ochronie przyrody), aprovada pelo Parlamento polaco, as categorias de áreas protegidas do país são os Parques Nacionais, Parques de Paisagem, Reservas de Natureza, Áreas de Paisagem Protegida, além dos Sítios Natura 2000, oriundos do direito regional, e das Reservas da Biosfera, Sítios do Patrimônio Mundial e Sítios da Convenção de Ramsar, oriundos do direito internacional.

## Parques Nacionais
Existem 23 parques nacionais na Polônia. Esses eram formalmente administrados pelo Conselho Polonês de Parques Nacionais (Krajowy Zarząd Parków Narodowych), mas em 2004 a responsabilidade por eles foi transferida para o Ministério do Meio Ambiente. A maioria dos parques nacionais é composto por zonas estritamente e parcialmente protegidas. Adicionalmente, elas são circundadas por uma zona-tampão chamada otulina.

## Parques de Paisagem
De acordo com a Lei de Proteção da Natureza (Ustawa o ochronie przyrody) de 2004, um Parque de Paisagem (Parki Krajobrazowe) é definido como "uma área protegida graças aos seus valores naturais, históricos, culturais e cênicos, com o objetivo de conservar e popularizar esses valores em condições de desenvolvimento balanceado". Existem 121 parques desse tipo na Polônia, cobrindo aproximadamente 25.000 km2.

## Reservas de Natureza
Reservas de Natureza cobrem uma área total de 1.644.634 ha, o que representa 0,53% do território nacional. Em 2011, a Polônia tem 1469 Reservas de Natureza. Essas áreas se dividem em algumas categorias: fauna (141), paisagem (108), floresta (722), paul (177), flora (169), água (44), natureza inanimada (72), estepe (32) and halófita (4). Outra divisão é entre reservas estritas, que não conhecem quaisquer atividades humanas, e reservas ordinárias, onde algumas atividades são permitidas.

## Áreas de Paisagem Protegida
Áreas de Paisagem Protegida são uma das categorias de áreas protegidas que conferem proteção mais leve, com foco no turismo qualificado e na recreação ao ar-livre.

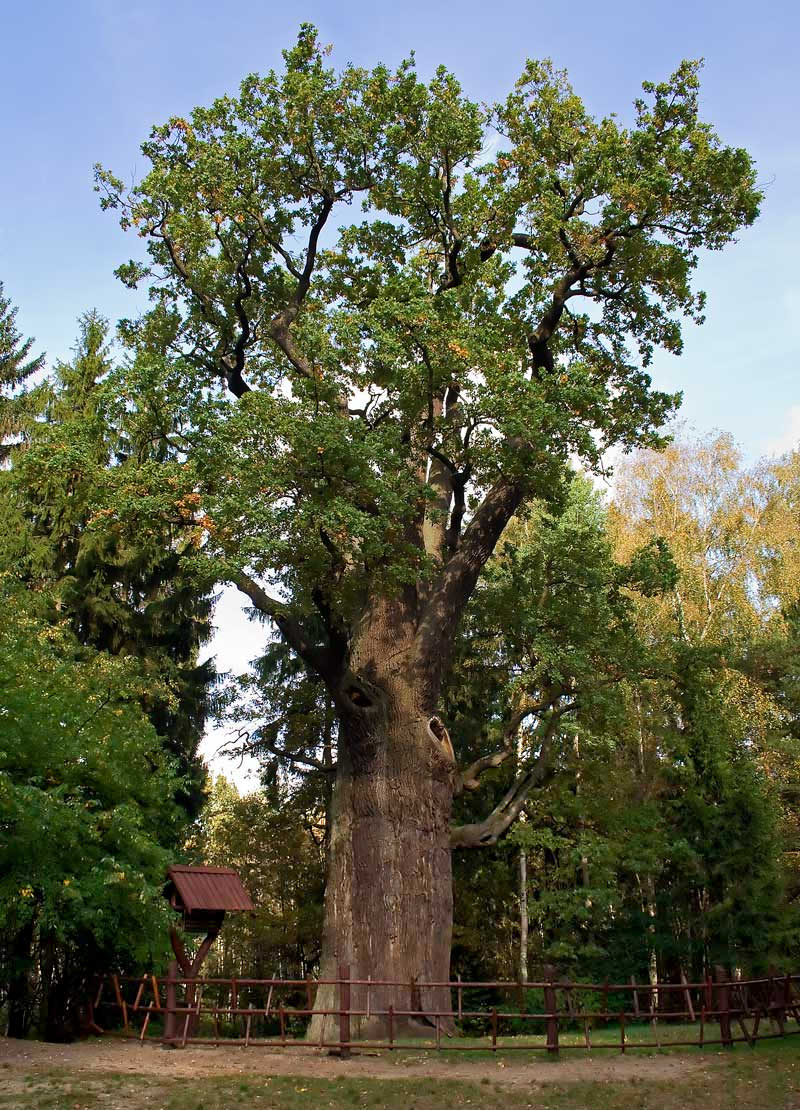
A categoria dos Monumentos Naturais do direito polonês permite afetar árvores centenárias e não apenas trechos do território

## Outros sítios designados
- "sítios documentais" geológicos
- Mais de 6000 "sítios ecológicos"
- "Complexos de Natureza e Paisagem"
- Cerca de 33.000 monumentos naturais, principalmente árvores e cavernas.

## Áreas protegidas do direito regional

### Sítios Natura 2000
Existem cerca de 500 Sítios Natura 2000 na Polônia, que fazem parte da rede ecológica europeia de mesmo nome. Em paridade com as diretivas da União Europeia, eles se dividem em:
- Zonas de Proteção Especial, que protegem habitats de pássaros migratórios e algumas espécies de pássaros em particular.
- Sítios de Importância Comunitária, que contribuem significativamente para a manutenção ou restauração de habitats de espécies que são objeto de preocupações conservacionistas.

## Áreas protegidas do direito internacional

### Reservas da Biosfera
As Reservas da Biosfera da UNESCO são instituições protegidas de pesquisas científicas de status internacional, que são criadas com o objetivo de conservar em estado natural os complexos naturais mais típicos da biosfera, conduzindo acompanhamento ecológico e estudando o ambiente natural e sua reação aos fatores antrópicos.

### Sítios do Patrimônio Mundial
Um sítio do Patrimônio Mundial da UNESCO é um lugar (como uma floresta, montanha, lago, ilha, deserto, monumento, construção, complexo ou cidade) que é listado pela UNESCO como sendo de excepcional importância natural ou cultural para o patrimônio ou herança da humanidade.

### Sítios da Convenção de Ramsar
A Convenção de Ramsar (Convenção sobre as Zonas Húmidas de Importância Internacional) sobre zonas húmidas de importância internacional é um tratado internacional para a conservação e uso sustentável de áreas húmidas, por exemplo prevenindo a invasão dessas áreas por construções e a consequente perda de espaço coberto por elas, reconhecendo o papel fundamental que as áreas húmidas exercem sobre os equilíbrios ecológicos, mas também suas funções econômica, cultural, científica, e recreativa. Desde que a convenção entrou em vigor nos anos 1970, a designação de Áreas Humidas de Importância Internacional foi aplicada a 13 localidades na Polônia, que combinadas possuem 145.075 ha (385.490 acres).